# Chadli Amri
Chadli Amri (arabisch شادلي عمري, DMG Šādilī ʿAmrī) (* 14. Dezember 1984 in Saint-Avold, Frankreich) ist ein ehemaliger algerisch-französischer Fußballspieler und heutiger Trainer.

## Als Spieler

### Verein
Der Stürmer Amri wurde als Sohn algerischer Einwanderer im lothringischen Saint-Avold geboren und fing als Sechsjähriger mit dem Fußballspielen beim FC Folschviller an. Von dort aus ging er 2000 in die Jugend des FC Metz. Über die US Forbach landete er bei der ASC Lascabas, nachdem sich ein Wechsel zu ES Troyes AC zerschlagen hatte. Ein Jahr später hielt er sich beim 1. FC Saarbrücken fit. Kurze Zeit später wurde er verpflichtet. Grund für den Wechsel ins nahe Ausland war laut Amri, dass er „hier ein Franzose, in Frankreich aber ein Algerier“ sei, andererseits aber auch das Anraten von Didier Philippe, zu Trainer Dieter Ferner zu gehen. 

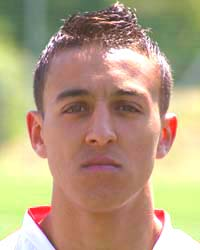
Chadli Amri im Trikot des 1. FSV Mainz 05 (2006)

Beim FCS spielte Amri zunächst in der Oberligamannschaft, die von Ferner trainiert wurde. Im Laufe der Saison 2005/06 etablierte sich der Angreifer bei den Profis, für die er in 25 Zweitligaspielen sechs Tore erzielte. Am Saisonende stieg die Mannschaft in die Regionalliga ab. In der Sommerpause 2006 wechselte Amri zum Bundesligisten 1. FSV Mainz 05. Dort erzielte er am letzten Spieltag der Saison 2006/07 seinen ersten Bundesligatreffer gegen den FC Bayern München. Nach dem folgenden Abstieg des FSV in die 2. Fußball-Bundesliga avancierte Amri mit 26 Einsätzen zum Stammspieler und schoss dabei drei Tore. Im Jahr darauf stieg er mit Mainz 05 wieder in die Bundesliga auf. Durch mehrere kleine Verletzungen konnte er nur in 18 Spielen auflaufen, in denen er zwei Tore erzielte. Im Juni 2009 zog er sich einen Mittelfußbruch in einem Trainingsspiel zu. So stand er Mainz erst wieder Ende Oktober zur Verfügung. Bei seinem Comeback lieferte er eine Torvorlage für Andreas Ivanschitz im Spiel gegen den SC Freiburg. Im Spiel gegen Eintracht Frankfurt kassierte er eine gelb-rote Karte wegen wiederholten Foulspiels und applaudierte dem Schiedsrichter nach seiner Entscheidung. Amri musste eine Geldstrafe von 3000 Euro zahlen. Am folgenden Trainingstag zog er sich einen mehrfachen Bänderriss in der linken Schulter zu. Sein im Sommer 2010 auslaufender Vertrag bei Mainz 05 wurde nicht verlängert. Daraufhin wechselte er zur Saison 2010/11 zum 1. FC Kaiserslautern.
In der Hinrunde absolvierte Amri wegen Verletzungen nur ein Spiel für den FCK; bis Saisonende kam er auf sechs Einsätze. Im Sommer 2011 wurde ihm ein Vereinswechsel nahegelegt. Da dieser nicht zustande kam, trainierte er bei der zweiten Mannschaft mit. Der 1. FC Kaiserslautern verlieh Amri ab Januar 2012 für den Rest der Saison an den Zweitligisten FSV Frankfurt, der Leihvertrag beinhaltete keine Kaufoption. Am 10. Februar 2012 erzielte er mit dem 1:0 gegen den FC Ingolstadt sein erstes Tor für den FSV. Bei seinem vierten Einsatz zog er sich bei einem Zusammenprall mit dem Karlsruher Torwart Dirk Orlishausen einen Wadenbeinbruch zu und fiel für den Rest der Saison aus. Ende Dezember 2013 wechselte Amri zum MC Oran in die erste algerische Liga. Ab Februar 2015 stand er beim Regionalligisten FC Homburg unter Vertrag. Im Juni 2017 schloss er sich dem luxemburgischen Verein FC Differdingen 03 an. Nach nur einer Saison im Großherzogtum wechselte er weiter zum französischen Fünftligisten US Sarre-Union. Dort blieb er zwei Jahre und ging dann weiter zum SSEP Hombourg-Haut. Nach fünf Monaten beendete er dort seine aktive Karriere und kehrte als Co-Trainer des FC Progrès Niederkorn nach Luxemburg zurück.

### Nationalmannschaft
2002 absolvierte Amri eine Partie für die algerische U-20-Auswahl. Im Sommer 2006 wurde er dann auch erstmals in die algerische A-Nationalmannschaft berufen, für die er am 2. September 2006 beim 0:0 gegen Guinea in der Qualifikation zum Afrika-Cup sein Debüt gab. In den folgenden vier Jahren kam der Rechtsaußen zu insgesamt zehn Einsätzen für die Auswahl.

### Erfolge
- Saarlandpokalsieger: 2016

## Als Trainer
Von Dezember 2020 bis Juni 2022 war Amri Co-Trainer des luxemburgischen Erstligisten FC Progrès Niederkorn. Im Oktober 2022 trat er dann das gleiche Amt bei seinem ehemaligen Verein FC Differdingen 03 an und blieb dort bis zum März 2023. Die Rückrunde der Saison 2024/25 war er Co-Trainer von Royal Excelsior Virton in der 3. belgischen Liga.